# 海虎科
海虎科，舊稱皮海豹科，為鰭足類下已滅絕的一屬，與現存的海獅和海象，或是海豹為近親。牠們最早發現於中新世早期，是最古老的大型鰭足類演化支，且海虎科中並沒有物種存活至現代。海虎科僅分布於北太平洋，化石出土於墨西哥的下加利福尼亞州、美國的加利福尼亞州、奧勒岡州和華盛頓州、以及日本。
海虎科物種的共同特徵為巨大的眼眶、球狀的頰齒以及與現存海獅相近的前肢。